# Zongli Yamen

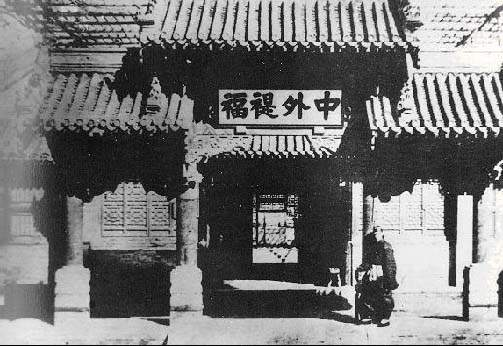
Ingresso principale dello Zongli Yamen.
Il cartello recita, dalla biografia di Sima Xiangru nel Libro di Han.

Lo Zongli Yamen (zh. 總理衙門T, 总理衙门S, Zǒnglǐ YáménP, lett. "Tsung3-li3 Ya2-men2") era un ufficio governativo che si occupava dei rapporti con gli stranieri nella Cina imperiale durante la tarda dinastia Qing (1636–1912).
Fu istituito dal Principe Gong l'11 marzo 1861 dopo la Convenzione di Pechino ed abolito dal governo Qing nel 1901 e rimpiazzato dal Ministero degli affari esteri.
L'ex-sito del Zongli Yamen si trova a Dongtangzi Hutong, Distretto di Dongcheng, Pechino. Quasi tutti gli edifici sono ancora in ottimo stato di conservazione.

## Etimologia
Zongli Yamen è la tradizionale abbreviazione del nome ufficiale 總理各國事務衙門T, 总理各国事務衙门S, Zǒnglǐ Gèguó Shìwù YáménP, lett. "Ufficio incaricato degli affari di tutte le nazioni". Il corrispondente nome in lingua mancese, l'altra lingua ufficiale dell'Impero Qing, era Geren gurun i baita be uherileme icihiyara yamun. Un malinteso comune è che il nome di Zongli Yamen significhi "Ufficio del Primo ministro" o "Ufficio di gestione generale". Ciò è avvenuto perché il termine 总理T, ZǒnglǐP è ora usato in cinese per riferirsi al Premier o al Primo ministro di un paese. In effetti, il nome Zongli Yamen è un'abbreviazione del suo nome completo, che lo rende l'ufficio "in buona fede" degli affari esteri. Nelle fonti inglesi contemporanee, è stato anche chiamato "Consiglio del ministro degli affari esteri".

## Storia e funzioni

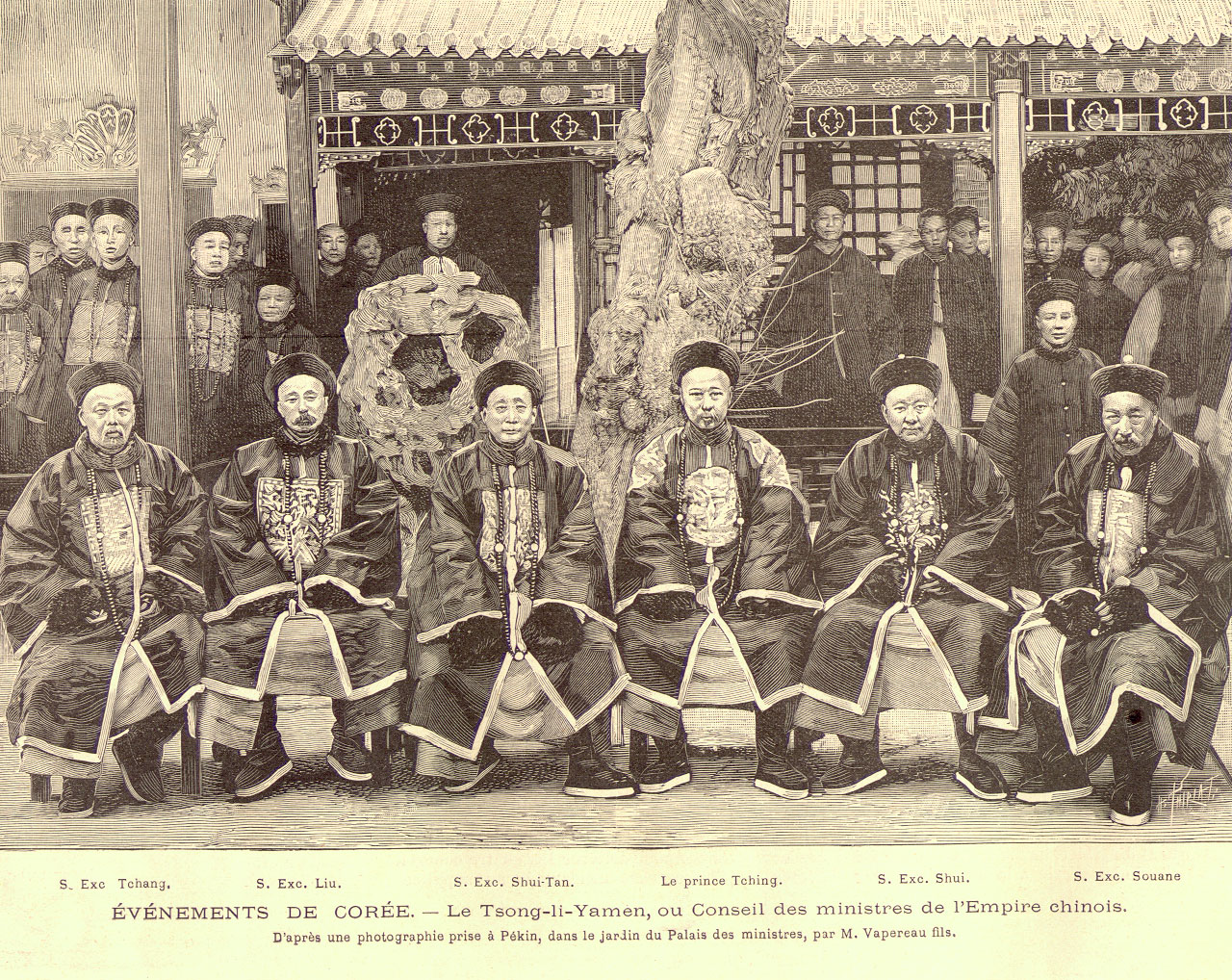
Un'incisione fotografica dei membri dello Zongli Yamen nel 1894, al tempo della Prima guerra sino-giapponese (1894–1895).

Prima della creazione dello Zongli Yamen, le relazioni estere Qing erano condotte da diverse agenzie, come il Ministero dei Riti o il Lifan Yuan. Lo Zongli Yamen fu la prima significativa innovazione istituzionale, nella burocrazia centrale di Pechino, che il governo Qing aveva creato da quando l'imperatore Qing Yongzheng (r. 1723–1735) creò il nucleo del Gran Consiglio nel 1729.
Lo Zongli Yamen fu istituito dal Principe Gong, il rampollo della dinastia Qing rimasto nella capitale di Pechino a trattare con le Potenze occidentali al termine della Seconda guerra dell'oppio (1856–1860) mentre suo fratello maggiore, l'imperatore Qing Xianfeng (r. 1850–1861), riparava nella Località montana di Chengde utilizzata dalla dinastia come luogo di vacanza, in data 11 marzo 1861, poco dopo la Convenzione di Pechino.
Lo Zongli Yamen era supervisionato da un comitato di cinque alti funzionari (inizialmente tutti manciù), dei quali Gong era il capo de facto. Nelle loro discussioni sull'istituzione della nuova agenzia, i funzionari Qing ribadirono che si trattava solo di un'istituzione temporanea, mantenuta fino al perdurare della contestuale crisi estera e interna. Stante l'avvenuta pacificazione del conflitto con gli Occidentali, i Qing erano infatti ancora impegnati nella repressione della Rivolta dei Taiping (1851–1864) e della correlata Ribellione dei Nian (1851–1868).
Lo Zongli Yamen aveva uno status formale relativamente basso nella gerarchia amministrativa dei Qing e i suoi membri ricoprivano, in concomitanza, altri incarichi governativi, il che indebolì ulteriormente la sua posizione. Inoltre, lo Zongli Yamen non era l'unico organo di governo degli affari esteri, in quanto questa era una prerogativa che era ancora nelle mani dell'imperatore. Mentre lo Zongli Yamen rimase un corpo importante per alcuni decenni dopo la sua fondazione, la sua influenza venne presto oscurata da influenti funzionari coinvolti nel c.d. "Movimento di autorafforzamento", come Zeng Guofan e Li Hongzhang. Ciononostante, l'ufficio divenne il principale mezzo di comunicazione tra il governo Qing e i ministri degli esteri in Cina delle potenze occidentali, residenti nel quartiere delle legazioni di Pechino.
Nel 1862, l'anno successivo alla fondazione dello Zongli Yamen, Gong fondò la 同文館T, 同文馆S, Tongwen GuanP, lett. "Scuola dell'insegnamento combinato" per insegnare le lingue inglese, francese, russo e tedesco ai futuri diplomatici Qing dello Zongli Yamen.
Nel 1873, lo Zongli Yamen entrò in conflitto con gli ambasciatori ed i rappresentanti stranieri in Cina sul protocollo che doveva essere seguito alle loro udienze con l'imperatore Qing Tongzhi (r. 1861–1875), poiché gli occidentali, non sorprendentemente, rifiutavano ormai prosternarsi (zh. Kowtow) davanti all'imperatore. Il kowtow aveva costituito, per secoli, il fulcro del rituale costruito intorno alle missioni diplomatico-commerciali estere ammesse al cospetto del Figlio del Cielo ed aveva anche coinvolto gli occidentali giunti, in Età Moderna in Cina: es. l'olandese Isaac Titsingh, rappresentante plenipotenziario della VOC, s'era prosternato davanti all'imperatore Qing Qianlong nel 1794–1795. La impasse fu risolta grazie, in parte, all'ambasciatore giapponese in Cina, Soejima Taneomi. Un protocollo simile sarebbe seguito nel 1891 con l'udienza dei ministri con l'imperatore Guangxu.
In seguito alla Ribellione dei Boxer (1899–1901), il governo dei Qing fu costretto a cambiare il suo servizio con l'estero. Secondo l'articolo XII del Protocollo dei Boxer del 1901, lo Zongli Yamen fu sostituito con un Ufficio degli esteri, all'epoca noto come 外務部T, WàiwùbùP, lett. "Dipartimento degli affari esteri", con importanza pari agli altri sei ministeri del governo; "come chiarito nel corso degli eventi successivi, il Waiwubu fu efficace nello stabilire buone relazioni tra la Cina e il mondo esterno come lo era stato lo Zongli Yamen".

### Bibliografiche
1. 1 2  (EN) Zhu Weizheng, Rereading Modern Chinese History, BRILL, 23 aprile 2015,  p. 305 e s, ISBN 978-90-04-29331-1.
2. ↑  (EN) Dorothy Perkins, Encyclopedia of China: History and Culture, Routledge, 19 novembre 2013,  p. 631 e s, ISBN 978-1-135-93562-7.
3. ↑  (EN) Mark Borthwick, Pacific Century: The Emergence of Modern Pacific Asia, Taylor & Francis, 20 aprile 2018,  p. 124 e s, ISBN 978-0-429-97452-6.
4. ↑  (EN) Zhongling Ye, Wong Nai Siong and the Nanyang Chinese: An Anthology, Singapore Society of Asian Studies, 2001, ISBN 978-9971-9903-9-8.
5. ↑  (EN) Bill Hayton, The Invention of China, Yale University Press, 13 ottobre 2020,  p. 49 e s, ISBN 978-0-300-25606-2.
6. ↑  (EN) Hart v Van Gumpach (China and Japan), su bailii.org, 28 gennaio 1873.
7. ↑  Hsu 1995, pp. 115-118.
8. ↑  (EN) Andreas Everardus van Braam Houckgeest, An authentic account of the embassy of the Dutch East-India company, to the court of the emperor of China, in the years 1794 and 1795, I, Ed. inglese, Londra, 1798,  p. 285 (p. 335 di 339 dell'ed. digitale). URL consultato il 26 aprile 2024 (archiviato dall'url originale il 15 febbraio 2009).
9. ↑  Meng 1962, p. 81.